# Kwisis
Os kwisis compõem um grupo étnico que, em Angola, vive disperso pelas províncias de Namibe da Huíla.